# AVIF
AVIF (AV1 Image Format) è un formato di file aperto e senza royalty promosso da AOMedia che consente la memorizzazione di immagini o sequenze di immagini compresse con il codec video AV1 nel formato contenitore HEIF. È in concorrenza con HEIC, che utilizza lo stesso formato contenitore basato su ISOBMFF, ma HEVC per la compressione. La prima versione di AVIF è stata completata a febbraio 2019.
In una serie di test effettuati da Netflix nel 2020, il formato ha mostrato una migliore efficienza di compressione rispetto a JPEG, nonché una migliore conservazione dei dettagli, meno artefatti e meno sbavature di colore attorno ai bordi netti nelle immagini naturali, nel testo e nella grafica.

## Caratteristiche
AVIF supporta funzionalità come:
- Spazio dei colori multiplo, tra cui:
  - HDR[3]
  - SDR
  - Segnalazione dello spazio colore tramite Coding-independent code points (CICP) o profili ICC[4]
- Compressione lossless e compressione lossy
- Profondità di colore a 8, 10 e 12 bit[4]
- Monocromatico (alfa / profondità) o multicomponente
- Sottocampionamento della crominanza secondo gli schemi 4:2:0, 4:2:2, 4:4:4 e RGB
- Grana della pellicola[5]
- Sequenze di immagini / animazione

## Supporto
Il 14 dicembre 2018 Netflix pubblicò le prime immagini AVIF di esempio. Nel novembre 2020 sono state pubblicate immagini campione con HDR con funzione di trasferimento PQ e colori primari BT.2020.

### Browser web
- Per agosto 2020, Google Chrome 85 su desktop fu pubblicato con il pieno supporto di AVIF,[7] mentre per Android l'AVIF arrivò più tardi con Google Chrome 89.[8]
- Nell'ottobre 2021, Mozilla Firefox 93 fu diffuso con il supporto AVIF predefinito.[9] Era pianificato di abilitare l'AVIF su impostazione predefinita di Firefox 86 ma la modifica fu ritirata un giorno prima del rilascio.[10][11]
- WebKit aggiunge il supporto AVIF il 5 marzo 2021. Safari per iOS 16 ha aggiunto il supporto di AVIF, iOS 16 è stato reso disponibile il 12 settembre 2022.[12] macOS Ventura ha aggiunto il supporto per AVIF e Safari su macOS che consente il formato.[13][14]

### Editor di immagini
- Paint.net ha aggiunto il supporto all'apertura di file AVIF a settembre 2019[15] con la possibilità di salvare le immagini in formato AVIF in un aggiornamento di agosto del 2020.[16]
- La conversione del formato Colorist e i dati dell'immagine Darktable RAW fornirono entrambi il supporto con inoltre implementazioni di riferimento di libavif.
- Fu sviluppata un'implementazione del plug-in GIMP nativa con il supporto alle API dei plug-in 3.xe 2.10.x. L'importazione e l'esportazione AVIF native sono state aggiunte a GIMP nell'ottobre 2020.[17]
- Krita 5.0 rilasciato il 23 dicembre 2021 ha aggiunto il supporto AVIF. Il supporto include anche immagini Rec.2100 HDR AVIF.[18][19]

### Media Player
- VLC legge i file AVIF a partire dalla versione 4,  ancora in fase di sviluppo.[20]

### Librerie di immagini
- libavif – libreria portatile per la codifica e la decodifica di file AVIF.
- libheif – decodificatore e codificatore ISO/IEC 23008-12:2017 HEIF e AVIF.
- SAIL - libreria indipendente dal formato con supporto dell'AVIF, implementato attraverso libavif.

### Linguaggi di programmazione
- PHP ha il supporto AVIF nella sua estensione GD dalla versione PHP 8.1.[21]

### Sistemi operativi
- Microsoft annunciò il supporto con una versione di anteprima 19H1 di Windows 10, incluso il supporto in Esplora file, Paint e API multiple, insieme a immagini di esempio.
- Android 12, rilasciato il 4 ottobre 2021, ha aggiunto il supporto nativo per AVIF, sebbene non sarà il formato immagine predefinito per l'app della fotocamera.
- Il formato è ampiamente supportato nelle distribuzioni Linux. Con il rilascio di libavif 0.8.0 nel luglio 2020, che ha aggiunto un plug-in  GdkPixbuf, il supporto per AVIF risulta presente nella maggior parte delle applicazioni GNOME/GTK.[22] I KDE Frameworks lo hanno aggiunto alla libreria "KImageFormats" nel gennaio 2021, consentendo alla maggior parte delle applicazioni KDE/Qt di supportare la visualizzazione e il salvataggio di AVIF.[23]

### Siti web
- Cloudflare annunciò il supporto AVIF in un post sul proprio blog il 3 ottobre 2020.[24]
- Vimeo ha annunciato il supporto di AVIF in un post sul proprio blog il 3 giugno 2021.[25]

### Visualizzatori di immagini
Tra i visualizzatori di immagini che supportano questo standard citiamo:
- XnView
- gThumb
- ImageMagick[26]
- Il supporto di lettura AVIF è presente in IrfanView[27]
- Eye of GNOME

### Altri
- ExifTool supporta il formato AVIF per leggere e scrivere EXIF dalla versione 11.79.